# Something Different
Something Different is een nummer van de Jamaicaanse artiest Shaggy uit 1996, in samenwerking met de Jamaicaanse zanger Wayne Wonder. Het is de vierde single van Boombastic, het derde studioalbum van Shaggy.
"Something Different" flopte in Amerika, maar werd wel een kleine hit in het Verenigd Koninkrijk, waar het de 21e positie bereikte. Ook in het Nederlandse taalgebied bereikte het nummer geen hitlijsten.

## Tracklijst
- Cd-single

1. "Something Different" (radioversie) - 3:58
2. "The Train Is Coming" (ft. Ken Boothe) - 3:42